# Războiul italian din 1494–1498
Primul război italian, Războiul italian din 1494 sau Războiul italian a lui Carol al VIII-lea a fost faza inițială a războaielor italiene. Războiul a fost început de Carol al VIII-lea al Franței, inițial având sprijin milanez, împotriva Sfântului Imperiu Roman, Spaniei și unei alianțe italiene conduse de papa Alexandru al VI-lea.

## Cauze
Papa Inocențiu al VIII-lea, în conflict cu regele Ferdinand I din cauza refuzului acestuia de a plăti taxele față de papalitate, îl excomunică pe Ferdinand printr-o bulă papală pe 11 septembrie 1489. Apoi, Inocențiu a oferit regatul de Neapole regelui Carol al VIII-lea al Franței, care a avut o cerere asupra Neapolelui prin linia Angevină. Inocențiu mai târziu s-a împăcat cu Ferdinand și a revocat decretul înainte de a muri, în 1492, dar oferta a rămas un măr al discordiei în politica italiană. Ferdinand a murit în ianuarie 1494 și a fost succedat de fiul său, Alfonso al II-lea.

## Invazia franceză
În octombrie 1494, Ludovic Sforza, care a controlat timp îndelungat Ducatul de Milano, a obținut în cele din urmă titlul ducal după ce a oferit o zestre impresionantă pentru nepoata sa, care s-a căsătorit cu împăratul Maximilian I. El a fost imediat contestat de Alfonso al II-lea, care a avea o creanță asupra Milanului. Ludovic a decis să elimine această amenințare prin incitarea lui Carol al VIII-lea al Franței, care a acceptat oferta. Carol a fost, de asemenea, încurajat de către preferatul său, Etienne de Vesc, și de cardinalul Giuliano della Rovere, viitorul papă Iulius al II-lea.
Carol a adunat o armată mare, formată din 25.000 de oameni (dintre care 8.000 de mercenari elvețieni), inclusiv primul tren de asediu ce includea artilerie, invadând Italia. Sosirea armatei sale în fața Florenței și temerile de viol și jaf i-au obligat pe florentini să-l exileze pe Piero de' Medici și să restabilească un guvern republican. Bernardo Rucellai și alți membri ai oligarhiei florentin au acționat în calitate de ambasadori pentru a negocia un acord de pace.
Forțele franceze au ajuns la Napoli, în februarie 1495 și l-au capturat fără rezistență. Au părăsit orașul pe 20 mai 1495, lăsându-l pe Gilbert, contele de Montpensier, în calitate de vicerege, cu o parte din trupe.
Statele italiene, cu toate acestea, au realizat repede pericolul și au colaborat pentru a crea Liga venețiană. După ce Ferdinand de Aragon a recuperat Napoli (cu ajutorul rudelor sale spaniole care au căutat azil în Sicilia), armata italiană a urmărit retragerea lui Carol al VIII-lea spre nord prin Roma, recent abandonată de către Papa Alexandru al VI-lea în favoarea armatei cunoscută pentru jafuri.

## Liga de la Veneția
Viteza avansului francez, împreună cu brutalitate atacurilor lor asupra orașelor, au lăsat celelalte state italiene în stare de șoc. Ludovico, realizând cererea lui Carol asupra Milanului, de asemenea, nemulțumit de anexarea Neapolului, a apelat la papalitate. Papa Alexandru al VI-lea a fost implicat într-un joc de putere cu Franța și diferite state italiene în încercările sale de a asigura feude laice pentru copiii săi.
Papa a format o alianță împotriva hegemoniei franceze în Italia: Ferdinand de Aragon, care era, de asemenea, rege al Siciliei, împăratul Maximilian I, Ludovico al Milanului și Republica Veneției. Această alianță, cunoscută sub numele de Liga Sfântă (1495) sau Liga venețiană, a fost proclamată pe 31 martie 1495. Din 1496 i se alătură și regatul Angliei. Liga a fost prima de acest gen; nu mai existase nici un precedent medieval pentru astfel de state europene divergente unite împotriva unui inamic comun.
Liga a adunat o armată sub Francesco al II-lea Gonzaga, marchiz de Mantua. Carol, care nu voia să fie prins în Napoli, a mărșăluit spre nord până în Lombardia. Acolo a întâlnit forțele Ligii în bătălia de Fornovo pe 6 iulie 1495. Carol s-a retras cu succes cu cea mai mare parte din armata sa, dar a trebuit să abandoneze aproape toată prada din campania sa și să se întoarcă în Franța. A murit înainte de a putea regrupa forțele și să se reîntoarcă în Italia.